# Skazany
Skazany è un film del 1976 diretto da Andrzej Trzos-Rastawiecki.

## Riconoscimenti
- 1976 – Festival internazionale del cinema di San Sebastián
  - Concha de Plata al miglior attore a Zdzisław Kozień